# Itihasa
Itihasa (Sanskriet: 'zo is het gebeurd') is epische literatuur in het hindoeïsme. In het moderne Hindi is dit de normale term voor geschiedenis, maar in vroeger tijden werden hiermee voornamelijk de twee grote epen Ramayana en Mahabharata aangeduid.
De heldendichten Mahabharata en Ramayana zijn religieuze geschriften. Beide epen dienen als gelijkenis en bron van toewijding voor hindoes en hebben een opvoedende bedoeling, als een allesomvattende zedenles over het sleutelbegrip dharma, te vergelijken met een soort plichtenleer.